# Andrew Bogut
Andrew Michael Bogut (Melbourne, 28 novembre 1984) è un ex cestista australiano, di ruolo centro.

## Carriera

### NBA (2005-2018)

#### Milwaukee Bucks (2005-2012)
Dopo vari anni all'Università dello Utah, al Draft NBA 2005 viene scelto come numero 1 assoluto dai Milwaukee Bucks, diventando il primo cestista australiano nella storia della NBA ad essere prima scelta assoluta. Termina la sua stagione da rookie con 9,4 punti, 7 rimbalzi e 2,3 assist di media a gara. Fu inserito nell'All-Rookie First Team 2005-06 e finì terzo nella graduatoria per l'NBA Rookie of the Year Award. Bogut fu l'unico dei primi 10 scelti del Draft NBA 2005 a partecipare ai playoff 2006.
La stagione da sophomore di Andrew Bogut può esser considerata a due facce: da una parte l'aumento delle medie (12,3 punti, 8,8 rimbalzi, 3 assist), dall'altra l'infortunio al piede sinistro che ne ha impedito la presenza nelle ultime 15 partite stagionali. Nella stagione 2007-08 disputa 78 partite (suo massimo in una stagione NBA) con una media di 14,3 punti e 9,7 rimbalzi.
L'anno successivo fu caratterizzato dagli infortuni per Bogut che disputò solamente 36 partite con 11,7 punti di media con i cervi. Nel 2009-2010 Bogut disputò la sua migliore stagione a livello statistico con 15,9 punti e 10,1 rimbalzi ma un infortunio al gomito nel finale di stagione gli impedisce di prendere parte ai play-off. Nella stagione 2010-11 disputa 65 partite con una media di 12,8 punti e 11,1 rimbalzi a stagione (massimo in carriera) ma la squadra non raggiunge i playoff. Dopo 12 partite disputate nel 2011-12 si infortuna gravemente alla caviglia e rimarrà fuori per il resto della stagione.

#### Golden State Warriors (2012-2016)
Il 15 marzo 2012 passò dai Milwaukee Bucks ai Golden State Warriors in cambio di Monta Ellis, Ekpe Udoh e Kwame Brown. Scese in campo con i Warriors solo nel novembre del 2012 disputando 4 partite prima di fermarsi di nuovo il 7 novembre e rientrare in campo solo il 31 gennaio 2013. Nella stagione 2014-15 vinse il titolo NBA con i Warriors contro i Cleveland Cavaliers di LeBron James. L'anno successivo si infortunò durante le finali perse dagli Warriors contro i Cavs.

#### Dallas Mavericks (2016-17)
Durante la free agency del 2016 passò ai Dallas Mavericks per liberare spazio salariale, poiché i Warriors riuscirono sorprendentemente a ingaggiare la stella dei Oklahoma City Thunder, Kevin Durant. In quel di Dallas Bogut sostituì Zaza Pachulia, a sua volta andato a Golden State per sostituire proprio Bogut.

#### Cleveland Cavaliers (2017)
Il 23 febbraio 2017 venne ceduto dai Dallas Mavericks, insieme a Justin Anderson, ai Philadelphia 76ers in cambio di Nerlens Noel. Venne tagliato dopo pochi giorni dai 76ers.
Il 2 marzo 2017 firmò con i Cleveland Cavaliers. Quattro giorni dopo debutta con la sua nuova squadra in occasione della partita persa contro i Miami Heat per 106-98, subendo l'ennesimo grave infortunio della carriera: dopo aver giocato soltanto 58", a causa di uno scontro di gioco, si frattura la tibia sinistra, terminando anzitempo la stagione. Il suo contratto venne rescisso il 13 marzo, per liberare un posto nel roster per Larry Sanders.

#### Los Angeles Lakers (2017-2018)
Il 19 settembre 2017 firmò con i Los Angeles Lakers. Dopo aver giocato 24 partite (di cui 5 da titolare) il 6 gennaio 2018 venne tagliato dai gialloviola.

#### Sydney Kings (2018-2019)
Il 24 aprile 2018 annunciò il proprio ritiro dall'NBA firmando per i Sydney Kings.
La squadra viene eliminata dai playoff, ma Bogut, in stagione regolare, fa registrare 11 punti, 11 rimbalzi e 2,7 stoppate a partita. Viene così nominato MVP e difensore dell’anno.

#### Ritorno in NBA (2019)
Il 6 marzo 2019 tornò sui propri passi tornando a giocare in NBA e nei Golden State Warriors.

### Nazionale
Ha partecipato ai giochi olimpici ateniesi del 2004 e ai Mondiali FIBA 2006 con l'Australia. In questa competizione concluse con 12,8 punti e 6,1 rimbalzi di media a partita, prima che la sua nazionale venisse eliminata dagli Stati Uniti.

## Statistiche
| † | Denota la stagione in cui Bogut ha vinto il titolo NBA |
| * | Primo nella lega                                       |

### College
| Anno      | Squadra   | PG | PT | MP   | TC%  | 3P%  | TL%  | RP   | AP  | PRP | SP  | PP   |
| --------- | --------- | -- | -- | ---- | ---- | ---- | ---- | ---- | --- | --- | --- | ---- |
| 2003-2004 | Utah Utes | 33 | 33 | 30,4 | 57,7 | 36,4 | 64,0 | 9,9  | 2,2 | 0,4 | 1,3 | 12,5 |
| 2004-2005 | Utah Utes | 35 | 35 | 35,0 | 62,0 | 36,0 | 69,2 | 12,2 | 2,3 | 1,0 | 1,9 | 20,4 |
| Carriera  | Carriera  | 68 | 68 | 32,7 | 60,3 | 36,1 | 67,4 | 11,1 | 2,3 | 0,7 | 1,6 | 16,6 |

### NBA

#### Regular season
| Anno       | Squadra             | PG  | PT  | MP   | TC%  | 3P%  | TL%  | RP   | AP  | PRP | SP   | PP   |
| ---------- | ------------------- | --- | --- | ---- | ---- | ---- | ---- | ---- | --- | --- | ---- | ---- |
| 2005-2006  | Milwaukee Bucks     | 82  | 77  | 28,6 | 53,3 | 0,0  | 62,9 | 7,0  | 2,3 | 0,6 | 0,8  | 9,4  |
| 2006-2007  | Milwaukee Bucks     | 66  | 66  | 34,2 | 55,3 | 20,0 | 57,7 | 8,8  | 3,0 | 0,7 | 0,5  | 12,3 |
| 2007-2008  | Milwaukee Bucks     | 78  | 78  | 34,9 | 51,1 | 0,0  | 58,7 | 9,8  | 2,6 | 0,8 | 1,7  | 14,3 |
| 2008-2009  | Milwaukee Bucks     | 36  | 33  | 31,2 | 57,7 | -    | 57,1 | 10,3 | 2,0 | 0,6 | 1,0  | 11,7 |
| 2009-2010  | Milwaukee Bucks     | 69  | 69  | 32,3 | 52,0 | 0,0  | 62,9 | 10,2 | 1,8 | 0,6 | 2,5  | 15,9 |
| 2010-2011  | Milwaukee Bucks     | 65  | 65  | 35,3 | 49,5 | 0,0  | 44,2 | 11,1 | 2,0 | 0,7 | 2,6* | 12,8 |
| 2011-2012  | Milwaukee Bucks     | 12  | 12  | 30,3 | 44,9 | 0,0  | 60,9 | 8,3  | 2,6 | 1,0 | 2,0  | 11,3 |
| 2012-2013  | G.S. Warriors       | 32  | 32  | 24,6 | 45,1 | 100  | 50,0 | 7,7  | 2,1 | 0,6 | 1,7  | 5,8  |
| 2013-2014  | G.S. Warriors       | 67  | 67  | 26,4 | 62,7 | -    | 34,4 | 10,0 | 1,7 | 0,7 | 1,8  | 7,3  |
| 2014-2015† | G.S. Warriors       | 67  | 65  | 23,6 | 56,3 | -    | 52,4 | 8,1  | 2,7 | 0,6 | 1,7  | 6,3  |
| 2015-2016  | G.S. Warriors       | 70  | 66  | 20,7 | 62,7 | 100  | 48,0 | 7,0  | 2,3 | 0,5 | 1,6  | 5,4  |
| 2016-2017  | Dallas Mavericks    | 26  | 21  | 22,4 | 46,9 | 0,0  | 27,3 | 8,3  | 1,9 | 0,5 | 1,0  | 3,0  |
| 2016-2017  | Cleveland Cavaliers | 1   | 0   | 1,0  | -    | -    | -    | 0,0  | 0,0 | 0,0 | 0,0  | 0,0  |
| 2017-2018  | L.A. Lakers         | 24  | 5   | 9,0  | 68,0 | -    | 100  | 3,3  | 0,6 | 0,2 | 0,5  | 1,5  |
| 2018-2019  | G.S. Warriors       | 11  | 5   | 12,2 | 50,0 | -    | 100  | 5,0  | 1,0 | 0,3 | 0,7  | 3,5  |
| Carriera   | Carriera            | 706 | 661 | 28,1 | 53,5 | 12,0 | 55,7 | 8,7  | 2,2 | 0,6 | 1,5  | 9,6  |

#### Play-off
| Anno     | Squadra         | PG | PT | MP   | TC%  | 3P% | TL%  | RP   | AP  | PRP | SP  | PP  |
| -------- | --------------- | -- | -- | ---- | ---- | --- | ---- | ---- | --- | --- | --- | --- |
| 2006     | Milwaukee Bucks | 5  | 5  | 34,4 | 43,5 | 0,0 | 37,5 | 6,2  | 3,4 | 0,6 | 0,0 | 8,6 |
| 2013     | G.S. Warriors   | 12 | 12 | 27,3 | 58,2 | 0,0 | 34,8 | 10,9 | 1,8 | 0,5 | 1,5 | 7,2 |
| 2015†    | G.S. Warriors   | 19 | 18 | 23,2 | 56,0 | 0,0 | 38,5 | 8,1  | 1,9 | 0,6 | 1,8 | 4,7 |
| 2016     | G.S. Warriors   | 22 | 22 | 16,6 | 62,3 | 0,0 | 35,7 | 5,7  | 1,4 | 0,6 | 1,6 | 4,6 |
| 2019     | G.S. Warriors   | 19 | 6  | 9,4  | 64,9 | 0,0 | 80,0 | 3,9  | 1,1 | 0,3 | 0,3 | 2,7 |
| Carriera | Carriera        | 77 | 63 | 19,3 | 57,3 | 0,0 | 39,7 | 6,7  | 1,6 | 0,5 | 1,2 | 4,8 |

## Palmarès
- Campionato NBA: 1

Golden State Warriors: 2015
- NCAA AP Player of the Year (2005)
- NCAA John R. Wooden Award (2005)
- NCAA Naismith Men's College Player of the Year Award (2005)
- NCAA AP All-America First Team (2005)
- NBA All-Rookie First Team (2006)
- All-NBA Third Team (2010)
- Squadre All-Defensive: 1

Second Team: 2015